# Śmigiel
Śmigiel (deutsch Schmiegel) ist eine Stadt im Powiat Kościański der Woiwodschaft Großpolen in Polen. Sie ist Sitz der gleichnamigen Stadt-und-Land-Gemeinde mit etwa 17.600 Einwohnern.

## Geschichte

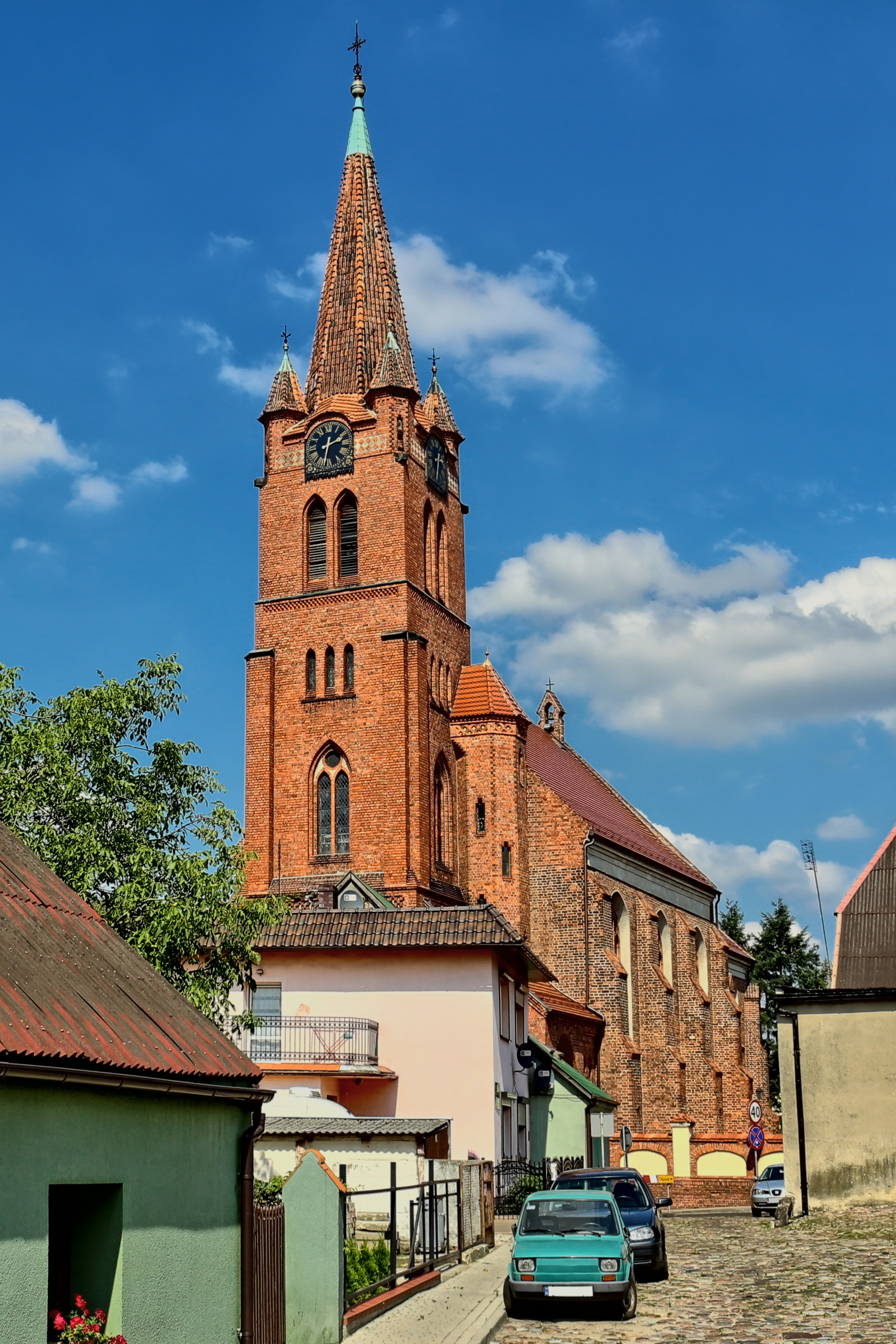
Kirche in Śmigiel

In einer Urkunde von 1438 heißt der Ort Smigel. Die Gegend war schon früh besiedelt: im Bereich der Stadt sind Begräbnisstätten aus heidnischer Zeit gefunden worden. Die aus einem Dorf hervorgegangene Ortschaft soll schon vor 1400 Stadtrechte gehabt haben. Im Jahr 1458 musste die Stadt sieben Krieger gegen die Deutschordensritter  stellen.
Im 19. Jahrhundert gehörte die Stadt Schmiegel der Herzogin von Sagan v. Acerenza-Pignatelli, geb. Prinzessin Biron von Curland.
Von 1887 bis 1918 war Schmiegel Kreissitz des preußischen Kreises Schmiegel in der Provinz Posen. Nach dem Ersten Weltkrieg musste Schmiegel aufgrund der Bestimmungen des Versailler Vertrags an die Zweite Polnische Republik abgetreten werden.
Nach dem Überfall auf Polen 1939 und der völkerrechtswidrigen Annexion durch das Deutsche Reich gehörte die Stadt bis 1945 zum besatzungsamtlichen Landkreis Kosten im deutschen Besatzungsgebiet Reichsgau Wartheland, der Mustergau der Polenvertreibung, Umvolkung und Germanisierung.
Gegen Ende des Zweiten Weltkriegs wurde Schmiegel im Frühjahr 1945 von der Roten Armee befreit.

## Einwohnerzahlen
- 1800: 2125, davon 235 Juden[2]
- 1843: 2884[2]
- 1875: 3348[4]
- 1880: 3588[4]
- 1890: 3882, davon 1546 Evangelische, 2142 Katholiken und 194 Juden[4]

## Gemeinde
Zur Stadt-und-Land-Gemeinde (gmina miejsko-wiejska) Śmigiel gehören neben der Stadt 37 Dörfer mit Schulzenämtern.

## Persönlichkeiten
- Ephraim Gottlob Hoffmann (1738–1787), lutherischer Pfarrer in Lemberg
- Xaver von Bojanowski (1787–1856), preußischer Generalmajor
- Carl August Lebschée (1800–1877), Maler und Zeichner
- Richard von Kalckreuth (1808–1879), preußischer Generalleutnant
- Wilhelm Salomon Freund (1831–1915), Jurist und Mitglied des Deutschen Reichstags
- Adolf Hepner (1846–1923), deutscher Sozialdemokrat (SPD), Verleger, Journalist und Mitangeklagter im Leipziger Hochverratsprozess
- Otto Rinke (1853–1899) alias Otto Rau, Anarchist und Redakteur
- Georg John, gebürtig Georg Jacobsohn (1879–1941), Schauspieler
- Johannes Jacobsohn alias Hanns John (1890–1942), Chasan (Kantor)
- Hans Jüttner (1894–1965), SS-Obergruppenführer und General der Waffen-SS
- Erich Jüttner (1899–1968), Verwaltungsjurist und Landrat.